# Jesús Olalde
Jesús Javier Olalde Ortiz (nacido el 5 de mayo de 1974 en Ciudad de México), conocido también como El Mudo, es un exfutbolista mexicano que jugó en la posición de delantero. Surgió de las fuerzas básicas de los Pumas de la UNAM luego de ser descubierto en un "Torneo de los Barrios", paso por Tigres de la UANL, Club de Fútbol Atlante y Lobos de la BUAP su último equipo profesional.

## Trayectoria
Debutó con Pumas de la UNAM en la temporada 1992-93, el 3 de febrero de 1993, en un encuentro contra la Universidad de Guadalajara. Su primer gol lo realizó en la fase de recalificación, específicamente en el juego de vuelta contra Tigres en el Estadio Olímpico Universitario aunque su tanto no impidió que los auriazules quedaran fuera de la liguilla en disputa.
Su mejor momento llega en el invierno 1999, torneo en el que consigue la cifra de 15 goles jugando la misma cantidad de partidos, convirtiéndose así en el sexto jugador puma en lograr un campeonato de goleo.
Nunca pudo ser campeón del fútbol mexicano con Pumas y es un reto que no logró con ningún equipo, dejó a la institución universitaria después del verano 2000 y llegó a los Tigres UANL en el invierno 2000, disputando las finales en el invierno 2001 y Apertura 2003, las cuales perderían frente a Pachuca en el Estadio Universitario de Nuevo León, siendo estas las ocasiones en que más cerca estuvo de alzar un título de liga.
Una lesión hizo que perdiera gran parte de su juego, evitó que jugara la parte final del Torneo Clausura 2003, fue entonces que para el Clausura 2005 sale de la institución regiomontana, para después enrolarse con el Atlante F. C. donde hace pareja con Patricio Galaz y aunque tiene un aceptable desemepeño, no logra anotar un solo gol. En 2007 es contratado por Lobos de la BUAP equipo donde permaneció hasta su retiro en el 2008 marcando en total 6 goles.

### Clubes
| Club                       | País                | Año         | Partidos | Goles | Media |
| -------------------------- | ------------------- | ----------- | -------- | ----- | ----- |
| Pumas U.N.A.M.             | México              | 1992 - 2000 | 230      | 83    | 0.36  |
| C.F. Tigres de la U.A.N.L. | México              | 2000 - 2005 | 146      | 35    | 0.24  |
| Atlante F.C.               | México              | 2006 - 2007 | 30       | 3     | 0.1   |
| Lobos B.U.A.P.             | México              | 2007 - 2008 | 28       | 6     | 0.21  |
| Total en su carrera        | Total en su carrera | 1992 - 2008 | 433      | 127   | 0.29  |

## Estadísticas

### Clubes
| Pumas U.N.A.M. · México |               |               |     |     |    |   |    |     |     |     |
| 1.ª | 1992-93       | 5             | 1   | -   | -  | - | -  | 5   | 1   |     |
| 1.ª | 1993-94       | 34            | 9   | -   | -  | - | -  | 34  | 9   |     |
| 1.ª | 1994-95       | 30            | 4   | 1   | 0  | - | -  | 31  | 4   |     |
| 1.ª | 1995-96       | 19            | 5   | 0   | 0  | - | -  | 19  | 5   |     |
| 1.ª | 1996-97       | 32            | 8   | 6   | 2  | - | -  | 38  | 10  |     |
| 1.ª | 1997-98       | 31            | 18  | -   | -  | - | -  | 31  | 18  |     |
| 1.ª | 1998-99       | 30            | 8   | 2   | 0  | - | -  | 32  | 8   |     |
| 1.ª | 1999-00       | 37            | 28  | 3   | 0  | - | -  | 40  | 28  |     |
| Total club | Total club    | 218           | 81  | 12  | 2  | - | -  | 230 | 83  |     |
| C.F. Tigres U.A.N.L. · México |               |               |     |     |    |   |    |     |     |     |
| 1.ª |               |               |     |     |    |   |    |     |     |     |
| 2000-01 | 28            | 10            | -   | -   | -  | - | 28 | 10  |     |     |
| 2001-02 | 41            | 8             | -   | -   | -  | - | 41 | 8   |     |     |
| 2002-03 | 29            | 10            | -   | -   | -  | - | 29 | 10  |     |     |
| 2003-04 | 16            | 2             | 2   | 0   | -  | - | 18 | 2   |     |     |
| 2004-05 | 25            | 5             | 3   | 0   | 2  | 0 | 30 | 5   |     |     |
| Total club | Total club    | 139           | 35  | 5   | 0  | 2 | 0  | 146 | 35  |     |
| Atlante F.C. · México |               |               |     |     |    |   |    |     |     |     |
| 1.ª | 2006          | 14            | 0   | -   | -  | - | -  | 14  | 0   |     |
| 1.ª | 2006          | 16            | 3   | -   | -  | - | -  | 16  | 3   |     |
| Total club | Total club    | 30            | 3   | -   | -  | - | -  | 30  | 3   |     |
| Lobos B.U.A.P. · México |               |               |     |     |    |   |    |     |     |     |
| 2.ª | 2007-08       | 30            | 6   | -   | -  | - | -  | 30  | 6   |     |
| Total club | Total club    | 30            | 6   | -   | -  | - | -  | 30  | 6   |     |
| Total carrera | Total carrera | Total carrera | 415 | 125 | 17 | 2 | 2  | 0   | 433 | 127 |
| (1)Incluye datos de la Copa México, Pre Pre Libertadores (1999 y 2000) e InterLiga (2004 y 2005). (2)Incluye datos de la Copa Libertadores (2005). |               |               |     |     |    |   |    |     |     |     |

## Selección nacional
Fue considerado por Enrique Meza de cara a las eliminatorias rumbo a Corea-Japón 2002, solamente disputó dos encuentros amistosos, uno contra Ecuador y otro contra Estados Unidos, cuando Javier Aguirre se hizo cargo de la selección, no lo tomó en cuenta. En el año 2003, su trabajo llamó la atención del entonces Técnico Nacional, Ricardo Antonio Lavolpe, quien lo consideró para pelear el puesto de delantero, sin embargo, una lesión esfumó la posibilidad de vestir la camiseta tricolor en las eliminatorias para Alemania 2006 e, incluso, lo sacó de circulación durante una parte del torneo local en disputa.

### Participaciones en fases finales y clasificatorias
| Competición                | Categoría | Sede                                 | Resultado    | Partidos | Goles |
| -------------------------- | --------- | ------------------------------------ | ------------ | -------- | ----- |
| Copa USA 2000              | Absoluta  | Estados Unidos                       | Tercer lugar | 2        | 1     |
| Clasificación Mundial 2002 | Absoluta  | Norteamérica, Centroamérica y Caribe | Clasificado  | 3        | 0     |
| Clasificación Mundial 2006 | Absoluta  | Norteamérica, Centroamérica y Caribe | Clasificado  | 2        | 0     |
| Total                      | –         | –                                    | –            | 7        | 1     |

### Partidos internacionales
| #  | Fecha                    | Rival                  | Sede             | Estadio                  | Resultado | Competición                |
| -- | ------------------------ | ---------------------- | ---------------- | ------------------------ | --------- | -------------------------- |
| 1  | 27 de octubre de 1999    | Ecuador                | Houston          | Robertson Stadium        | 0 - 0     | Amistoso                   |
| 2  | 7 de junio de 2000       | Sudáfrica              | Dallas           | Estadio Cotton           | 4 - 2     | Copa USA 2000              |
| 3  | 11 de junio de 2000      | Estados Unidos         | Nueva Jersey     | Giants Stadium           | 0 - 3     | Copa USA 2000              |
| 4  | 1 de julio de 2000       | El Salvador            | San Francisco    | Candlestick Park         | 3 - 0     | Amistoso                   |
| 5  | 5 de julio de 2000       | Venezuela              | Monterrey        | Estadio Tecnológico      | 2 - 1     | Amistoso                   |
| 6  | 16 de julio de 2000      | Panamá                 | Juan Díaz        | Estadio Rommel Fernández | 1 - 0     | Clasificación Mundial 2002 |
| 7  | 23 de julio de 2000      | Trinidad y Tobago      | Puerto Príncipe  | Hasely Crawford Stadium  | 0 - 1     | Clasificación Mundial 2002 |
| 8  | 5 de agosto de 2000      | Canadá                 | Ciudad de México | Estadio Azteca           | 2 - 0     | Clasificación Mundial 2002 |
| 9  | 20 de septiembre de 2000 | Ecuador                | San Diego        | Qualcomm Stadium         | 2 - 0     | Amistoso                   |
| 10 | 25 de octubre de 2000    | Estados Unidos         | Los Ángeles      | Memorial Coliseum        | 0 - 0     | Amistoso                   |
| 11 | 4 de febrero de 2003     | Argentina              | Los Ángeles      | Memorial Coliseum        | 0 - 1     | Amistoso                   |
| 12 | 12 de febrero de 2003    | Colombia               | Phoenix          | Chase Field              | 0 - 0     | Amistoso                   |
| 13 | 19 de marzo de 2003      | Bolivia                | Texas            | Texas Stadium            | 2 - 0     | Amistoso                   |
| 14 | 26 de marzo de 2003      | Paraguay               | San Diego        | Qualcomm Stadium         | 1 - 1     | Amistoso                   |
| 15 | 10 de noviembre de 2004  | Guatemala              | Texas            | Alamodome                | 2 - 0     | Amistoso                   |
| 16 | 13 de noviembre de 2004  | San Cristóbal y Nieves | Miami            | Orange Bowl              | 0 - 5     | Clasificación Mundial 2006 |
| 17 | 17 de noviembre de 2004  | San Cristóbal y Nieves | Monterrey        | Estadio Tecnológico      | 0 - 8     | Clasificación Mundial 2006 |

### Goles internacionales
| # | Fecha               | Rival       | Marcador | Resultado | Competición   |
| - | ------------------- | ----------- | -------- | --------- | ------------- |
| 1 | 7 de junio de 2000  | Sudáfrica   | 1-0      | 4-2       | Copa USA 2000 |
| 2 | 1 de julio de 2000  | El Salvador | 2-0      | 3-0       | Amistoso      |
| 3 | 19 de marzo de 2003 | Bolivia     | 2-0      | 2-0       | Amistoso      |

### Estadísticas
| Selección | Año   | Partidos | Goles |
| --------- | ----- | -------- | ----- |
| México    | 1999  | 1        | 0     |
| México    | 2000  | 9        | 2     |
| México    | 2003  | 4        | 1     |
| México    | 2004  | 3        | 0     |
| Total     | Total | 17       | 3     |

## Datos

### Resumen estadístico
| Competencia                | Partidos | Goles |
| -------------------------- | -------- | ----- |
| Primera División de México | 385      | 119   |
| Liga de Ascenso de México  | 30       | 6     |
| Copa México                | 7        | 2     |
| Pre Pre Libertadores       | 5        | 0     |
| InterLiga                  | 5        | 0     |
| Copa Libertadores          | 2        | 0     |
| Partidos internacionales   | 17       | 3     |
| Total                      | 450      | 130   |

## Palmarés

### Distinciones individuales
| Distinción                                                | Año  |
| --------------------------------------------------------- | ---- |
| Citlalli al Balón de Oro de la Primera División de México | 1999 |
| Goleador del Primera División de México                   | 1999 |

Otros logros
- Subcampeón del Torneo Invierno 2001 con los Tigres de la UANL.
- Subcampeón del Torneo Apertura 2003 con los Tigres de la UANL.